# Germànic Cèsar
Germànic Juli Cèsar (llatí: Germanicus Iulius Caesar; nascut el 24 de maig del 15 aC i mort el 10 d'octubre del 19) va ser el fill gran de Drus el vell (Neró Claudi Drus). Era nebot de l'emperador Tiberi i germà de l'emperador Claudi. Pel seu pare i l'àvia paterna Lívia va heretar els honors de la gens Clàudia i els dels Drus, i per part de la mare, Antònia Menor (filla de Marc Antoni i neboda d'August) els de la família o gens Júlia.
Va néixer probablement el setembre del 15 aC (el seu fill Calígula va donar el nom de Germànic al mes de setembre). Tenia un nom, però no es coneix, ja que sempre va ser conegut pel nom hereditari de Germànic. L'any 4, quan August va adoptar Tiberi, Germànic ja havia destacat per les seves qualitats. August va recomanar al seu fill adoptiu d'adoptar Germànic. Encara que va ser adoptat no va perdre el nom/títol de Germànic, però el seu germà Claudi, com a únic representant del seu pare, va agafar també aquest nom.

## Cursus honorum
L'any 7, cinc anys abans del mínim legal, va obtenir la dignitat de qüestor i el mateix any va ajudar Tiberi en la guerra contra els pannonis i els dàlmates. Es va destacar en aquestes lluites, va tornar a Roma l'any 10 per anunciar la victòria i va rebre insígnies triomfals (sense triomf) i el rang pretorià (sense ser pretor) a més del permís per ser cònsol abans de l'edat.
L'any 11 Var (Publi Quintili Var) va ser derrotat i mort a la batalla del bosc de Teutoburg, i les seves legions van acabar destruïdes. Tiberi va ser enviat immediatament a la zona i Germànic el va acompanyar com a procònsol. Van creuar el Rin i van fer diverses incursions retornant a la tardor del mateix any.
Germànic va tornar a Roma l'hivern de l'any 12 i va exercir el càrrec de cònsol tot i no haver estat abans ni edil ni pretor. Com a cònsol va defensar diversos acusats a les corts de justícia, cosa que li va donar força popularitat. També organitzà uns jocs dedicats a Mart amb 200 lleons al circ i diversos espectacles de gladiadors. L'any 13 va tornar Tiberi a Roma i es va celebrar el triomf sobre dàlmates i pannonis que havia estat ajornat, un triomf en què Germànic havia participat de forma destacada.

## Campanyes a Germània
Després va ser enviat a Germània com a comandant de les vuit legions del Rin. Des d'aquest punt la seva història és explicada per Tàcit. L'any 14 va morir August i va esclatar un motí entre els soldats de Germània i d'Il·líria. A Germània el motí el van iniciar les quatre legions del Rin Inferior (la V, XXI, I, i la XX), les quals, sota la direcció d'Aule Cecina, estaven estacionades a la frontera del país dels ubis. Germànic, que en aquell moment era a la Gàl·lia, va tornar al campament de les legions i va restablir-hi l'ordre. L'exèrcit, que l'estimava molt pel seu caràcter obert i senzill, el va obeir. Les tropes el van voler proclamar emperador, però va declarar que preferia morir abans que trencar el seu jurament de fidelitat. L'exèrcit de l'Alt Rin estava format per quatre legions (II, XIII, XVI i XIV) dirigides per Gai Sili i s'havien sumat al motí. Va caldre fer algunes concessions: la llicència als 20 anys de servei i els legionaris amb 16 anys de servei quedaven lliures de tasques militars diferents dels combats (Missio sub vexillo). El llegat d'August a les tropes va ser doblat. Com que les legions XXI i V demanaven el pagament immediat, Germànic el va pagar del seu patrimoni personal.
Les legions I i XX Valèria Víctrix es van estacionar aquell hivern a Ara Ubiorum (entre Bonn i Colonia Agrippina) i van ser visitades per dos enviats del senat. Els soldats van pensar que anaven a revocar les concessions de Germànic i es van amotinar altre cop. Agripina, la dona de Germànic, va poder aturar la revolta presentant als seus braços l'infant Calígula, el fill de Germànic i mascota de les tropes. Les altres dues legions, V Alaudes i XXI Ràpax, entre les quals havia començat el motí inicial, estaven descontentes als seus quarters d'hivern a Castra Vetera (Xanten) i Germànic va escriure a Cecina que havia de posar fi a la indisciplina i si no ho feia, aniria allí amb forces per fer-ho ell mateix; una nit els principals caps dels descontents foren massacrats i la tranquil·litat va tornar. Germànic va aprovar el resultat però no els mitjans.
El mateix hivern els romans van creuar el Rin i van atacar de nit les vil·les dels marsignes, que van ser sorpresos i exterminats, deixant el país buit d'enemics, tot matant homes, dones i nens. Després va seguir contra els brúcters, tubants i usipets al país entre els marsignes i el Rin. Tot això va fer popular Germànic entre les tropes i l'opinió pública fins al punt de què Tiberi es va alarmar. El Senat li va concedir el triomf.
La primavera del 15 Germànic va caure sobre els cats, va cremar la capital, Màtium (Maden, prop de Gudensberg), va devastar el país, va matar els seus habitants, inclosos dones i nens i va retornar a l'altra banda del Rin. Llavors va rebre una ambaixada del general germànic Segestes, que demanava el seu ajut. Segestes s'havia enemistat amb el seu gendre Armini el vencedor de Var, i ara era assetjat per la gent d'Armini. Germànic el va ajudar, va forçar l'aixecament del setge i va fer presonera Thusnelda, la dona d'Armini. Altre cop les forces romanes van tornar a creuar el Rin. Per ordre de Tiberi va rebre el títol d'Imperator, que encara no significava 'emperador', sinó 'apoderat suprem'.
Armini, per alliberar Thusnelda, que estava prenyada, va buscar l'aliança dels queruscs i altres tribus. Per dividir les forces germàniques, Germànic va dividir les seves: la infanteria sota Aule Cecina contra els brúcters. La cavalleria sota Pedó, a la regió de Frísia, i Germànic amb 4 legions va embarcar al llac Flevus (Zuiderzee) cap a l'oceà i cap al riu Ems. A la vora d'aquest riu es van unir els tres grups i el territori entre l'Ems i el Lippe va ser assolat arribant fins al Saltus Teutobergiensis, que era entre les fonts dels dos rius. Allí hi havia encara els cossos sense enterrar de Var i els seus homes. Germànic els va rendir honors.
Mentre, Armini també havia reunit les seves tropes i van estar a punt de sorprendre els romans, però Germànic amb prudència va enviar la cavalleria a comprovar la ruta i es va retirar dividint altre cop les forces: Pedó amb la cavalleria per la costa. Cecina, a marxes forçades, cap a Pontes Longi entre Cösfeld i Velen, i la riba de l'IJssel i Germànic cap al Rin. Les legions II i XIV dirigides per Publi Vitel·li van ser atacades al creuar per un lloc perillós, però la major part va poder arribar al riu Unsingis (Hunse) on van trobar a la flota romana. Germànic en tot moment es va ocupar dels soldats i es va preocupar dels ferits.
L'any 16 va ordenar construir un miler de vaixells que es van concentrar al Vahalis (Waal) al punt que se separada del Rin. Va fer llavors una altra incursió i va arribar al castell d'Aliso al Lippe; va restaurar els altars i senyals erigits en honor de Varus i del seu propi pare Neró Claudi Drus. Després va tornar amb la flota i pel Zuydersee va arribar l'oceà, desembarcant a Amisia una ciutat propera a la desembocadura de l'Ems o Amisia. Va marxar llavors per aquest riu cap al Weser. Per creuar l'Ems es va perdre molt de temps i la construcció del pas es va haver de fer sota les ràtzies de l'enemic, per la qual cosa es va decidir atacar massivament els germànics per sorpresa i va obtenir una gran victòria a la plana d'Idistavicus (entre Rinteler i Hausberg). Armini es va poder escapar i també el seu oncle Ingiomar. Una mica després es va produir una segona batalla, on la retirada dels germànics va ser tallada per la naturalesa del terreny i els romans van tornar a guanyar. Es va erigir un monument al lloc d'aquesta batalla amb la inscripció "L'exèrcit de Tiberi Cèsar havent dominat les nacions entre el Rin i l'Elba, dediquen aquest monument a Mart, Júpiter i August".
Després va reembarcar a l'Ems cap a l'oceà i una tempesta terrible va sorprendre la flota, alguns vaixells es van enfonsar i moltes naus van embarrancar. Germànic, acusat del desastre, va enviar Sili en expedició contra els cats i ell mateix va atacar als marsignes. Per la informació del cap d'aquestos, Malovendus, va recuperar un dels estendards de Var. Després va seguir devastant el país.
Germànic ja havia rebut informació de què Tiberi planificava allunyar-lo de Germània i donar-li un comandament a la part oriental. Volia fer una darrera campanya que hagués comportat la dominació total de Germània, però Tiberi el va urgir a presentar-se a Roma, i no va ser possible. Germànic havia d'anar a Roma per celebrar el triomf que li havia estat concedit. Hom li va oferir un segon consolat i Germànic va demanar un any més a Germània per completar la seva tasca però les ordres de Tiberi de tornar eren imperatives. La seva arribada a Roma va ser un clamor popular Per arreu on passava era aclamat El 26 de maig del 17 va celebrar el triomf sobre els queruscs, cats, angrivaris i altres. Els seus cinc fills adornaven el seu carro i molts destacats caps germànics eren part de la processó, entre ells Thusnelda, esposa d'Armini.
Tiberi li va donar el comandament de les províncies orientals per mitjà d'un decret del senat, excepte Síria on va nomenar governador Gneu Calpurni Pisó, que se suposa que va rebre ordres de Tiberi de vigilar a Germànic. Pisó era poc donat a obeir i la seva dona Plancina encara menys. Plancina va ser encoratjada per l'emperadriu Lívia Drusil·la per competir amb Agripina la dona de Germànic.
L'any 18 Germànic va iniciar el seu segon consolat a Nicòpolis a Acaia on havia arribat després de visitar a Drus a Dalmàcia. Va visitar Àccium, Atenes, Ílion, Colofó i altres llocs. A Rodes es va trobar amb Pisó al que va salvar d'un naufragi, però Pisó no es va mostrar agraït i a Síria va competir per la popularitat amb Germànic i la seva Plancina amb Agripina.
Germànic se'n va assabentar però ho va voler ignorar i va anar a Armènia on va col·locar en el tron a Zenó del Pont (que va regnar sota el nom d'Artaxes III) l'any 18 (va ser rei fins a l'any 34). Capadòcia va ser convertida en província i Quint Serveu va rebre el comandament de Commagena.
L'hivern del 18 al 19 el va passar a Síria sense que es produís la ruptura amb Pisó. A petició del rei Artaban III de Pàrtia, Germànic va enviar a l'exrei Vonones I de Pàrtia a Pompeiòpolis, una ciutat marítima de Cilícia, cosa que no va tenir l'aprovació de Pisó i encara menys de Plancina que mostrava per l'ex rei un especial afecte.
L'any 19 Germànic va visitar Egipte desconeixent una ordre de Tiberi de què cap romà d'alt rang podia entrar al país sense ordre expressa de l'emperador. De Canop va remuntar el Nil i va arribar fins a Tebes. Va visitar les piràmides i altres monuments i va consultar l'oracle d'Apis i va rebre la resposta d'un proper final de la seva vida.
Quan va tornar a Síria es va trobar que les seves ordres civils i militars havien estat obviades si no desobeïdes directament i es va enfrontar amb Pisó al que va ordenar anar a Egipte. Molt poc després es va posar malalt i des del primer moment la malaltia es va atribuir a un sortilegi de Pisó o la seva dona. Germànic va enviar una carta a Pisó renunciant a la seva amistat. És força dubtós que fos enverinat, però l'opinió pública ho va creure. Va morir el 9 d'octubre del 19 a Epidafne, prop d'Antioquia. El seu cos va ser exposat al fòrum d'Antioquia i Tàcit admet que no tenia senyals d'enverinament. Suetoni diu que quan van cremar el cadàver el cor no es va consumir, un suposat signe d'enverinament. A Roma li van ser decretats els més gran honors pòstums. La seva dona Agripina va arribar a Itàlia amb les seves restes per portar-les a la tomba d'August.

## Descendència
Va tenir nou fills, dels quals dos van morir infants, un (Gai Juli Cèsar) amb pocs anys i els altres sis van sobreviure:
- Neró Cèsar Germànic
- Drus Cèsar Germànic
- Gai Cèsar Germànic conegut per Calígula, casat amb Júnia Claudil·la, Lívia Orestil·la, Lòlia Paulina i Milònia Cesònia 
  - Júlia Drusil·la
- Agripina Menor, casada amb Gneu Domici Aenobarb, Gai Passiè Crisp i Claudi 
  - Neró
- Júlia Drusil·la, casada amb Luci Cassi Longí i Marc Emili Lèpid
- Júlia Livil·la

## Poesia
Era també un orador i poeta. De les seves comèdies en grec no se'n conserva cap però es conserven fragments de la traducció llatina de Phaenomena d'Arat on es comprova que era un poeta força bo. Probablement també li correspon els poema Diosemeia o Prognostica. La seva vida va inspirar modernes tragèdies com Germanicus, d'un cavaller de la Universitat d'Oxford, o (amb el mateix nom) dels francesos Bursault, el jesuïta Dominique de Cologne, i Pradon.